# Jefferson City (Montana)
Jefferson City é uma Região censo-designada localizada no estado americano de Montana, no Condado de Jefferson.

## Demografia
Segundo o censo americano de 2000, a sua população era de 295 habitantes.

## Geografia
De acordo com o United States Census Bureau tem uma área de
31,2 km², dos quais 31,2 km² cobertos por terra e 0,0 km² cobertos por água. Jefferson City localiza-se a aproximadamente 388 m acima do nível do mar.

## Localidades na vizinhança
O diagrama seguinte representa as localidades num raio de 24 km ao redor de Jefferson City.